# San Giovanni la Punta
San Giovanni la Punta – miejscowość i gmina we Włoszech, w regionie Sycylia, w prowincji Katania.
Według danych na rok 2004 gminę zamieszkiwały 20 862 osoby, 2086,2 os./km².